# 苏斯

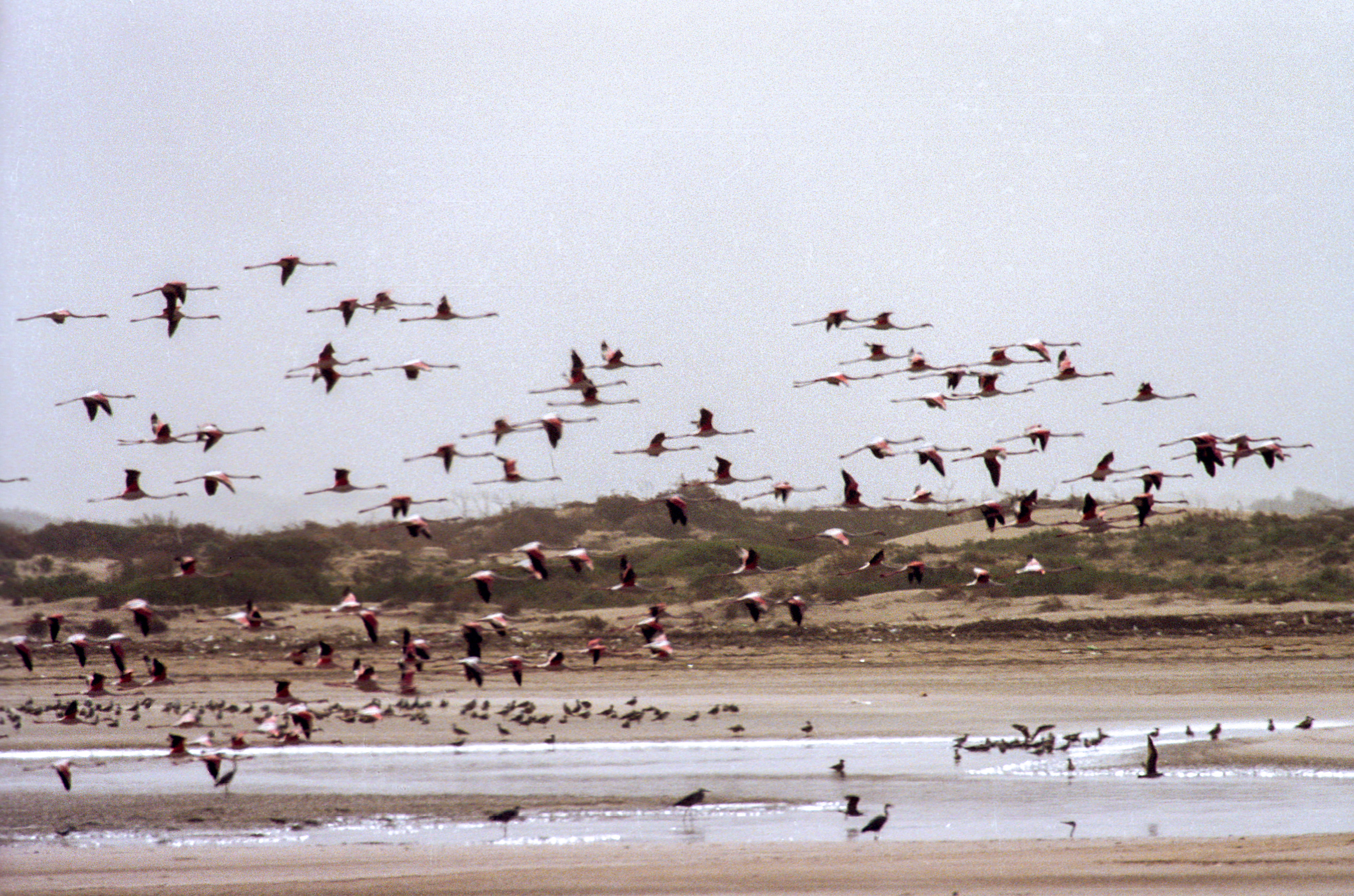
阿加迪尔的苏斯河口

苏斯（阿拉伯语：‎，羅馬化：sūs，羅馬化：sus）是摩洛哥的一个地区，属苏斯-马塞大区管理，地理上是指苏斯河的冲积平原，以小阿特拉斯山脉和撒哈拉沙漠隔开。当地为疏林草原地貌，生长着许多摩洛哥坚果树，是当地的特有种。
苏斯地区土地肥沃，数百年来都是摩洛哥农业较为发达的地区，11世纪起就以生产橄榄和食糖而闻名。苏斯地区在17世纪由独立的塔泽瓦尔特王国统治，在此期间凭借跨撒哈拉黄金贸易，以及和西方人的食糖贸易而大量获利。阿加迪尔是此时期的贸易中心。当地的住民主要是叙亚哈人。
为保护当地的摩洛哥坚果树，部分地区被划入联合国教科文组织人與生物圈計劃的一部分。

### 书目
- Boogert, Nico van den. The Berber Literary Tradition of the Sous: with an edition and translation of 'The Ocean of Tears' by Muḥammad Awzal (d. 1749), Leiden: Nederlands Instituut voor het Nabije Oosten, 1997. ISBN 90-6258-971-5
- Montagne, Robert. Les Berbères et le Makhzen dans le sud du Maroc; essai sur la transformation politique des Berbères sédentaires (groupe Chleuh). Rabat: Dar Al-Aman, 2013 ISBN 9954-561-35-8.
- UNESCO Arganeraie Biosphere Reserve